# Регіональний центр підтримки (РЦП) програми UN-SPIDER
Регіональний центр підтримки (РЦП) програми UN-SPIDER — це платформа Організації Об'єднаних Націй щодо використання космічної інформації для попередження та ліквідації надзвичайних ситуацій та екстреного реагування.
|  | Регіональний центр підтримки UN-SPIDER (РЦП UN-SPIDER) — регіональний експертний центр в Україні, що входить до мережі регіональних центрів UN-SPIDER . РЦП програми UN-SPIDER в Україні створено на базі Інституту космічних досліджень НАНУ-НКАУ. Угоду про створення Центру підписано між Агентством ООН по Справам Зовнішнього Простору (UNOOSA) та Інститутом космічних досліджень НАНУ-НКАУ під час 47 сесії Науково-технічного підкомітету Комітету ООН з використання космічного простору в мирних (COPUOS) цілях 10 лютого 2010 р. у м. Відень, Австрія. На даний момент UN-SPIDER має 13 регіональних відділень підтримки, які знаходяться в Алжирі, Аргентині, Японії, Угорщини, Колумбії, Ірані, Нігерії, Пакистані, Кенії, Румунії, Україні, Вест-Індії та Панамі. Платформа UN-SPIDER має за мету забезпечення універсального доступу до всіх видів космічної інформації та послуг, які мають відношення до боротьби зі стихійними лихами. Стратегічні задачі РЦП UN-SPIDER в Україні: • Підготовка користувачів в регіоні (тренінги) • Побудова механізму оперативної взаємодії з UN-SPIDER (capacity building) • Налагодження взаємодії відомств та установ України щодо використання супутникових даних для моніторингу надзвичайних ситуацій • Сприяння створенню національного сегменту системи GEOSS (системи підтримки прийняття рішень GEO-Ukraine) Сервіси, що впроваджено РЦП UN-SPIDER в Україні: • Прогнозування врожайності озимої пшениці в Україні • Моніторинг снігового покриву та паводків (Київ та Київська обл.) • Картографування вирубки лісів в Україні в 2011 р. • Оперативний супутниковий моніторинг пожеж в Україні |